# 킴 투라
주아킴 투라 이 플라(카탈루냐어: Joaquim Torra i Pla, 1962년 12월 28일 ~ ),킴 투라(Quim Torra)는 스페인의 전 정치인이었고 현 변호사이며 언론인이다. 2018년 1월 17일부터 카탈루냐 정부 수반으로 재임 중이었으나 스페인 대법원은 2019년 4월 총선에서 카탈루냐 독립 의지의 상징인 노란 리본을 사용하지 말라는 스페인 선거관리위원회의 명령에 불복했다는 이유로 무효 선고를 대리며, 투라는 2020년 9월 28일 정부 수반 직에서 내려오게 됐다.
2020년 3월 코로나19 검사에서 양성 반응을 보인 바 있다.